# Априлці (Кирджалійська область)
Апри́лці (болг. Априлци) — село в Кирджалійській області Болгарії. Входить до складу общини Кирково.

## Населення
За даними перепису населення 2011 року у селі проживали 113 осіб, усі — болгари.
Розподіл населення за віком у 2011 році:
Динаміка населення: